# «Сто грам» для хоробрості...
 «„Сто грам“ для хоробрості…» (рос. «„Сто грамм“ для храбрости…») — радянський комедійний сатиричний кіноальманах з трьох новел, знятих режисерами Борисом Бушмельовим, Анатолієм Маркеловим і Георгієм Щукіним у 1976 році. Лідер радянського кінопрокату 1977 року: 10 місце, 22 мільйона 600 тисяч глядачів.
Назва альманаху дано за третьою його новелою, знятою за однойменною повістю Вікторії Токарєвої, яка мала великий успіх. Кіноальманах був орієнтований на антиалкогольну пропаганду, і на відміну від розповіді, фільм не мав хеппі-енду (в оповіданні герої одружилися).

## Сюжет
Фільм складається з трьох новел, об'єднаних спільною темою пияцтва і алкоголізму («Яка нахабність», «За законами гостинності», «Сто грам для хоробрості») і починається з мультиплікаційної заставки.

### «Яка нахабність»
Дисциплінований і зібраний Ларічев (Ігор Ясулович) йде на роботу. Побачивши, що у нього в запасі є трохи часу, він зупиняється біля кіоску Спортлото, щоб купити і заповнити один квиток лотереї. Заповнюючи квиток, Ларічев звертає увагу на чоловіка, що уважно дивиться на нього (Юрія Кузьменкова). Чоловік, який представився Василем (пізніше за сценарієм фільму), спочатку попросив п'ятачок, щоб доїхати до дому. Але потім Василь вимагає проводити його додому на метро. Однак в метро їм проїхати не відразу вдається, їх намагається виставити дружинник, але Ларічев без причини покриває Васю як свого хворого друга, і вони довго їздять в метро в пошуках станції Василя, Ларічев в результаті спізнюється на роботу. Але це всього лише півбіди, пригоди тільки починаються…

### «За законами гостинності»
Гостинний господар Панюков (Михайло Свєтін) очікує до себе гостя з Грузії Гогі (Георгій Кавтарадзе) — той повинен приїхати на захист дисертації. До приїзду він приготував горілку. Ці приготування бачить його маленький син, він нагадує татові, що йому пити не можна. Батько каже, що він пити і не буде. Пити буде тамада — він запрошує свого знайомого Ружевського (Володимир Басов). Але оскільки Ружевський подорожує з бенкету на поминки, потім на ювілей, потім на урочистий вечір, то він часто плутає, за що піднятий тост. В кінці фільму — результат подібної гостинності.

### «Сто грам для хоробрості»
Олександру Нікітіну (Микола Гринько) давно подобалася сусідка з будинку навпроти (Тетяна Васильєва). Одного разу він наважився і подзвонив їй по телефону. Отримавши запрошення, Нікітін зайшов до Валерія Феліксовича (Олександр Бєлявський), начальника лабораторії, де він працював, за краваткою. Там він розповів, що йде на побачення, але дуже хвилюється. Валерій Феліксович порадив йому трохи випити для хоробрості, а заодно і сам пригостив коньяком, дав гарну краватку і світлий піджак. Олександр вийшов зі свого під'їзду, увійшов до будинку сусідки, але знову не наважився зайти, і побіг в магазин випити одну чарку, але це виявилося не так просто.

## У ролях

### «Яка нахабність»
- Юрій Кузьменков —  Вася, алкоголік
- Ігор Ясулович —  Вадим Петрович Ларічев, економіст
- Юрій Бєлов —  таксист  (озвучує Юрій Саранцев)
- Рина Зелена —  перехожа у метро
- Олександр Пашутін —  працівник метро
- Світлана Старикова —  економістка, супутниця доповідача
- Віктор Сергачов —  доповідач
- Іван Жеваго —  товариш по службі Ларічева

### «За законами гостинності»
- Володимир Басов —  Серафим Сергійович Ружевський, тамада
- Георгій Кавтарадзе —  Георгій (Гогі), той що захищає дисертацію
- Михайло Свєтін —  Федір Панюков
- Дмитро Шаройченко —  Антошка Панюков
- Олена Кипшидзе —  Лейла, дружина Георгія
- Валентина Титова —  Панюкова Клавдія Михайлівна
- Абессалом Лорія —  друг і науковий керівник Гогі
- Ніно Чхеїдзе —  Мама Георгія
- Борис Ципурія —  таксист
- Валентина Бєляєва —  член президії  (немає в титрах)

### «100 грам для хоробрості»
- Григорій Шпігель —  чоловік, якому потрібен спирт для компресу
- Олександр Бєлявський —  начальник лабораторії та науковий співробітник Валерій Феліксович Мещеряков
- Нінель Мишкова —  Надія Іванівна Мещерякова, дружина Валерія Феліксовича
- Борислав Брондуков —  Федько-алкоголік
- Тетяна Васильєва —  Наташа, арфістка, «наречена»
- Микола Гринько —  Олександр Петрович Нікітін, молодший науковий співробітник, «наречений»
- Євген Перов —  Вітьок, товариш по чарці Нікітіна, друг Феді-алкоголіка
- Еммануїл Геллер —  чоловік, що стоїть в черзі, обурений покупець алкоголю
- Юрій Кузьменков —  пацієнт витверезника
- Анастасія Георгієвська —  «дружина академіка»
- Валентина Березуцька —  буфетниця Нюронька

## Знімальна група

### «Яка нахабність»
- Автор сценарію: Григорій Горін
- Режисер-постановник: Борис Бушмельов
- Оператор-постановник: Марк Дятлов
- Художник-постановник: Олексій Лебедєв
- Композитори: Олексій Рибников і Карен Хачатурян

### «За законами гостинності»
- Автор сценарію: Микола Пушков
- Режисер-постановник: Анатолій Маркелов
- Оператор-постановник: Віталій Абрамов
- Художник-постановник: Віталій Гладников
- Композитори: Олексій Рибников і Карен Хачатурян

### «100 грам для хоробрості»
- Автор сценарію: Вікторія Токарєва
- Режисер-постановник: Георгій Щукін
- Оператор-постановник: Микола Немоляєв
- Художник-постановник: Василь Щербак
- Композитори: Олексій Рибников і Карен Хачатурян